# فهرست قنات‌های شهرستان بافت
جدول زیر بر اساس آمار وزارت جهاد کشاورزی تهیه شده‌است. فهرست زیر قنات‌های شهرستان بافت در استان کرمان را نشان می‌دهد.
| نام قنات      | موقعیت                       | نزدیک‌ترین روستا | طول قنات (متر) | تعداد میله چاه | عمق مادر چاه | دبی (لیتر بر ثانیه) | سطح زیر کشت (هکتار) |
| ------------- | ---------------------------- | --------------- | -------------- | -------------- | ------------ | ------------------- | ------------------- |
| احمدآباد      | بخش مرکزی شهرستان بافت       | کسیکان          | ۵۵۰            | ۳۵             | ۱۶           | ۱۵                  | ۲۱                  |
| ارزنجان       | بخش مرکزی شهرستان بافت       | فتح‌آباد         | ۵۰۰            | ۲۵             | ۸            | ۲۰                  | ۸۰                  |
| ارن سفلی      | بخش مرکزی شهرستان بافت       | بزنجان          | ۴۰۰            | ۴۰             | ۲۰           | ۳۰                  | ۱۴۵                 |
| ارن علیا      | بخش مرکزی شهرستان بافت       | بزنجان          | ۳۰۰            | ۳۰             | ۱۸           | ۳۰                  | ۶۸                  |
| استخروئیه     | بخش مرکزی شهرستان بافت       | سیاه کوه        | ۴۰۰            | ۳۰             | ۲۷           | ۵                   | ۴۰                  |
| اسلام‌آباد     | بخش مرکزی شهرستان بافت       | دشتاب           | ۳۰۰            | ۲۰             | ۱۵           | ۵                   | ۵۰                  |
| اسلام‌آباد     | بخش مرکزی شهرستان بافت       | مرکزی           | ۸۰۰            | ۱۸             | ۷            | ۱۰                  | ۹۶                  |
| الدار         | بخش مرکزی شهرستان بافت       | تیتوئیه         | ۵۰۰            | ۱۰             | ۱۸           | ۸                   | ۲۵                  |
| انجرک         | بخش مرکزی شهرستان بافت       | انجرک           | ۸۰۰            | ۳۰             | ۱۰           | ۱۰                  | ۸۰                  |
| انجرک         | بخش مرکزی شهرستان بافت       | انجرک           | ۱۵۰۰           | ۶۰             | ۲۰           | ۲۵                  | ۱۵۰                 |
| باغوئیه       | بخش مرکزی شهرستان بافت       | جلیل‌آباد        | ۴۲             | ۴              | ۵            | ۳                   | ۶                   |
| باغوئیه       | بخش مرکزی شهرستان بافت       | اسلام‌آباد       | ۲۰۰            | ۲۰             | ۱۵           | ۱۰                  | ۶۰                  |
| باقرآباد      | بخش مرکزی شهرستان بافت       | باقرآباد        | ۲۰۰۰           | ۱۵             | ۳۵           | ۳۵                  | ۸۵                  |
| برکنان علیا   | بخش مرکزی شهرستان بافت       | برکنان علیا     | ۱۰۰۰           | ۲۵             | ۱۵           | ۲۰                  | ۵۲                  |
| بزنجان        | بخش مرکزی شهرستان بافت       | بزنجان          | ۵۰۰            | ۲۵             | ۵            | ۲۰                  | ۷۰                  |
| بزنگ          | بخش مرکزی شهرستان بافت       | بزنگ            | ۲۵۰            | ۱۵             | ۶            | ۲۵                  | ۴۷                  |
| بکان          | بخش مرکزی شهرستان بافت       | بکان            | ۱۵۰۰           | ۴۰             | ۱۵           | ۲۵                  | ۷۶                  |
| بیف شیرین     | بخش مرکزی شهرستان بافت       | فتح‌آباد         | ۱۵۰            | ۳۰             | ۲۵           | ۵                   | ۳۰                  |
| تینوئیه       | بخش مرکزی شهرستان بافت       | مرکزی           | ۶۰۰            | ۵۰             | ۳۵           | ۱۰                  | ۴۰                  |
| جمیل‌آباد      | بخش مرکزی شهرستان بافت       | جمیل‌آباد        | ۲۰۰۰           | ۵۰             | ۱۲           | ۲۰                  | ۱۱۰                 |
| جمیل‌آباد      | بخش مرکزی شهرستان بافت       | جمیل‌آباد        | ۷۰۰            | ۲۵             | ۸            | ۳۰                  | ۸۷                  |
| جمیل‌آباد      | بخش مرکزی شهرستان بافت       | جمیل‌آباد        | ۱۰۰۰           | ۱۵             | ۱۰           | ۱۰                  | ۵۵                  |
| حسین‌آباد      | بخش مرکزی شهرستان بافت       | جلیل‌آباد        | ۷۰۰            | ۳۹             | ۱۰           | ۹                   | ۲۰                  |
| خرم شاهی      | بخش مرکزی شهرستان بافت       | جلیل‌آباد        | ۱۰۰۰           | ۶۱             | ۱۵           | ۱۴                  | ۳۲                  |
| خشکار         | بخش مرکزی شهرستان بافت       | کسیکان          | ۱۶۰            | ۹              | ۸            | ۱۵                  | ۳۰                  |
| خوشکار        | بخش مرکزی شهرستان بافت       | کسیکان          | ۱۰۰            | ۱۵             | ۲۵           | ۱۰                  | ۸۰                  |
| خیرآباد       | بخش مرکزی شهرستان بافت       | دهسرد           | ۶۰۰            | ۳۰             | ۳۰           | ۱۰                  | ۵۰                  |
| درهمی         | بخش مرکزی شهرستان بافت       | درهمی           | ۱۰۰۰           | ۱۰             | ۲۰           | ۲۰                  | ۵۵                  |
| درهمی         | بخش مرکزی شهرستان بافت       | دشتاب           | ۱۳۰۰           | ۱۲۵            | ۲۰           | ۱۵۰                 | ۱۶۰                 |
| دزدوئیه       | بخش مرکزی شهرستان بافت       | هشون            | ۱۰۰۰           | ۲۵             | ۱۰           | ۳۰                  | ۹۶                  |
| ده رضا        | بخش مرکزی شهرستان بافت       | جلیل‌آباد        | ۴۲۰            | ۲۳             | ۱۱           | ۴                   | ۶                   |
| ده لاچین      | بخش مرکزی شهرستان بافت       | ده لاچین        | ۱۰۰۰           | ۴۰             | ۱۰           | ۲۰                  | ۸۷                  |
| دهسرد         | بخش مرکزی شهرستان بافت       | دهسرد           | ۳۶۰۰           | ۱۷             | ۳۰           | ۳۵                  | ۱۱۰                 |
| دهسرد         | بخش مرکزی شهرستان بافت       | دهسرد           | ۲۰۰۰           | ۶۵             | ۲۰           | ۴۰                  | ۱۰۰۰                |
| دهنو          | بخش مرکزی شهرستان بافت       | جمیل‌آباد        | ۲۰۰            | ۲۰             | ۱۰           | ۵                   | ۸۸                  |
| دهنو ده سالار | بخش مرکزی شهرستان بافت       | دشتاب           | ۲۷۰۰           | ۲۲۰            | ۲۵           | ۵۵                  | ۱۲۹                 |
| دویت‌آباد      | بخش مرکزی شهرستان بافت       | مرکزی           | ۸۰۰            | ۳۵             | ۸            | ۱۰                  | ۶۵                  |
| رحمت‌آباد      | بخش مرکزی شهرستان بافت       | فتح‌آباد         | ۱۵۰۰           | ۴۰             | ۳۵           | ۳۵                  | ۸۶                  |
| رحمت‌آباد      | بخش مرکزی شهرستان بافت       | جلیل‌آباد        | ۷۵۰            | ۲۴             | ۲۳           | ۸                   | ۲۰                  |
| سنگ سفید      | بخش مرکزی شهرستان بافت       | گوغر            | ۳۰۰            | ۱۸             | ۲۰           | ۵                   | ۶                   |
| سیروئیه       | بخش مرکزی شهرستان بافت       | سیروئیه         | ۲۰۰۰           | ۱۰۰            | ۱۵           | ۸                   | ۱۰۰                 |
| شامرود        | بخش مرکزی شهرستان بافت       | شامرود          | ۵۰۰            | ۵              | ۱۵           | ۱٫۵                 | ۱۶٫۵                |
| شبنان         | بخش مرکزی شهرستان بافت       | شبنان           | ۲۰۰۰           | ۱۰۰            | ۲۰           | ۲۰                  | ۱۱۰                 |
| شریک‌آباد      | بخش مرکزی شهرستان بافت       | شریک‌آباد        | ۱۵۰۰           | ۴۰             | ۱۵           | ۱۵                  | ۶۰                  |
| شیشطوئیه      | بخش مرکزی شهرستان بافت       | شیشطوئیه        | ۱۰۰۰           | ۵۰             | ۷            | ۱۵                  | ۹۶                  |
| طیطوئیه       | بخش مرکزی شهرستان بافت       | طیطوئیه         | ۶۰۰            | ۲۰             | ۷            | ۱۰                  | ۷۰                  |
| علی کوسه      | بخش مرکزی شهرستان بافت       | هشون            | ۷۰۰            | ۴۰             | ۳۵           | ۵                   | ۱۵۰                 |
| علی‌آباد       | بخش مرکزی شهرستان بافت       | علی‌آباد         | ۱۵۰۰           | ۵۰             | ۱۵           | ۵                   | ۵۵                  |
| قالب‌آباد      | بخش مرکزی شهرستان بافت       | شورباز          | ۸۰۰            | ۳۰             | ۸            | ۱۵                  | ۷۵                  |
| قنات کویر     | بخش مرکزی شهرستان بافت       | قنات کویر       | ۱۰۰۰           | ۵۰             | ۲۵           | ۲۰                  | ۶۴                  |
| قناد          | بخش مرکزی شهرستان بافت       | قناد            | ۸۰۰            | ۳۰             | ۲۲           | ۳۰                  | ۹۵                  |
| محمدآباد      | بخش مرکزی شهرستان بافت       | جلیل‌آباد        | ۴۵۰            | ۳۰             | ۸            | ۲                   | ۴                   |
| مدروان        | بخش مرکزی شهرستان بافت       | مدروان          | ۸۰۰            | ۱۰             | ۲۰           | ۲۰                  | ۵۵                  |
| مرکزی         | بخش مرکزی شهرستان بافت       | مرکزی           | ۳۰۰            | ۸              | ۵            | ۳۰                  | ۱۰۰                 |
| مرکزی         | بخش مرکزی شهرستان بافت       | مرکزی           | ۱۰۰۰           | ۲۵             | ۱۵           | ۲۰                  | ۷۵                  |
| مرکزی         | بخش مرکزی شهرستان بافت       | مرکزی           | ۱۵۰۰           | ۵۰             | ۲۰           | ۶۰                  | ۱۰۰                 |
| مشکنان        | بخش مرکزی شهرستان بافت       | مشکنان          | ۱۵۰۰           | ۵۰             | ۱۵           | ۱۵                  | ۲۰                  |
| مغوئیه قالان  | بخش مرکزی شهرستان بافت       | مسیکان          | ۶۵۰            | ۳۰             | ۳۰           | ۱۰                  | ۱۰۵                 |
| مغوتیه        | بخش مرکزی شهرستان بافت       | مغوتیه          | ۵۰۰            | ۱۷             | ۷            | ۱۵                  | ۸۵                  |
| مهدی‌آباد      | بخش مرکزی شهرستان بافت       | دشتاب           | ۱۰۰            | ۱۲             | ۹            | ۷                   | ۱۳                  |
| نامعلوم       | بخشی نامعلوم در شهرستان بافت | نامعلوم         | ۰              | ۰              | ۰            | ۰                   | ۰                   |
| همت‌آباد       | بخش مرکزی شهرستان بافت       | گوغر            | ۵۰۰            | ۲۹             | ۹            | ۱۰                  | ۱۱                  |
| هنگائی        | بخش مرکزی شهرستان بافت       | هنگائی          | ۱۰۰۰           | ۶۰             | ۱۰           | ۱۵                  | ۱۱۰                 |
| هینه          | بخش مرکزی شهرستان بافت       | انجرک           | ۸۰۰            | ۲۰             | ۸            | ۱۰                  | ۱۰۵                 |
| پشته          | بخش مرکزی شهرستان بافت       | ده ساجر         | ۱۰۰            | ۱۲             | ۲۵           | ۱۵                  | ۳۲                  |
| چاه سبز       | بخش مرکزی شهرستان بافت       | سیاهکوه         | ۲۰۰            | ۲۰             | ۱۵           | ۱۵                  | ۳۰                  |
| چشمه سرخ      | بخش مرکزی شهرستان بافت       | بزنجان          | ۶۰۰            | ۵۰             | ۳۵           | ۲۵                  | ۱۳۵                 |
| چنار سوخته    | بخش مرکزی شهرستان بافت       | گوغر            | ۳۰۰            | ۱۳             | ۲۰           | ۷                   | ۲۵                  |
| چناربیابان    | بخش مرکزی شهرستان بافت       | گوغر            | ۴۰۰            | ۴۲             | ۷            | ۵                   | ۱۳                  |
| کازرج         | بخش مرکزی شهرستان بافت       | گوغر            | ۵۰۰            | ۳۵             | ۸            | ۱۵                  | ۲۰                  |
| کرگوئیه       | بخش مرکزی شهرستان بافت       | جمیل‌آباد        | ۳۰۰۰           | ۶۰             | ۲۵           | ۲۰                  | ۱۰۰                 |
| کریم‌آباد      | بخش مرکزی شهرستان بافت       | جمیل‌آباد        | ۶۰۰            | ۱۵             | ۷            | ۲۰                  | ۶۰                  |
| کسیکان        | بخش مرکزی شهرستان بافت       | کسیکان          | ۵۰۰            | ۳۰             | ۷            | ۲۰                  | ۱٫۲۹۹۹۹۹۹۵۲۳۱۶۲۸    |
| کشکبرج        | بخش مرکزی شهرستان بافت       | کشکبرج          | ۱۲۰۰           | ۶۰             | ۱۰           | ۲۰                  | ۶۰                  |
| کهن سیاه      | بخش مرکزی شهرستان بافت       | کهن سیاه        | ۳۵۰            | ۲۰             | ۵            | ۳                   | ۳۶                  |
| بنه آباد      | بخش مرکزی شهرستان بافت       | گوغر            | ۱۲۰۰           | ۶۰             | ۱۰           | ۳۰                  | ۵۵                  |
| گاو           | بخش مرکزی شهرستان بافت       | کسیکان          | ۶۰۰            | ۲۰             | ۲۵           | ۲۰                  | ۱۲۰                 |
| گروئیه سفلی   | بخش مرکزی شهرستان بافت       | گوغر            | ۲۰۰            | ۳              | ۱۲           | ۵                   | ۶                   |
| گزاباد        | بخش مرکزی شهرستان بافت       | فتح‌آباد         | ۱۵۰۰           | ۳۵             | ۲۱           | ۱۵                  | ۲۷٫۵                |
| گزمک          | بخش مرکزی شهرستان بافت       | پلنگ‌آباد        | ۲۰۰            | ۳۰             | ۱۵           | ۱۰                  | ۳۴                  |
| گلستان        | بخش مرکزی شهرستان بافت       | دهسرد           | ۶۰۰            | ۵۰             | ۳۰           | ۱۰                  | ۷۰                  |
| گلی کواران    | بخش مرکزی شهرستان بافت       | دشتاب           | ۱۲۰۰           | ۷۵             | ۲۰           | ۲۰                  | ۲۰                  |
| گنبتوئیه      | بخش مرکزی شهرستان بافت       | گنبتوئیه        | ۶۰۰            | ۳۰             | ۸            | ۵                   | ۷۰                  |
| گنج‌آباد       | بخش مرکزی شهرستان بافت       | بانگود          | ۵۰۰            | ۲۵             | ۷            | ۱۰                  | ۸۰                  |
| گنوئیه        | بخش مرکزی شهرستان بافت       | کسیکان          | ۶۰۰            | ۴۰             | ۳۰           | ۲۰                  | ۱۳۰                 |
| گوغر          | بخش مرکزی شهرستان بافت       | گوغر            | ۷۰۰            | ۲۰             | ۸            | ۱۰                  | ۸۷                  |